# Juan Ciampitti
Juan Ignácio Ciampitti (* 5. September 2000) ist ein argentinischer Leichtathlet, der sich auf den Sprint spezialisiert hat.

## Sportliche Laufbahn
Erste Erfahrungen bei internationalen Meisterschaften sammelte Juan Ciampitti im Jahr 2022, als er bei den U23-Südamerikameisterschaften in Cascavel in 20,91 s den vierten Platz im 200-Meter-Lauf belegte und mit der argentinischen 4-mal-100-Meter-Staffel in 39,99 s die Bronzemedaille hinter den Teams aus Kolumbien und Brasilien. Im Jahr darauf belegte er bei den Südamerikameisterschaften in São Paulo in 21,01 s den sechsten Platz über 200 Meter und belegte mit der Staffel in 39,85 s den vierten Platz. Im November gewann er bei den Panamerikanischen Spielen in Santiago de Chile in 39,48 s gemeinsam mit Tomás Mondino, Bautista Diamante und Franco Florio die Bronzemedaille mit der Staffel hinter den Teams aus Brasilien und Kuba. 2024 gewann er bei den Ibero-Amerikanischen Meisterschaften in Cuiabá in 20,48 s die Silbermedaille über 200 Meter hinter dem Dominikaner José González und mit der Staffel sicherte er sich in 39,85 s die Bronzemedaille hinter den Teams aus Brasilien und Kolumbien. Im Jahr darauf belegte er bei den Südamerikameisterschaften in Mar del Plata in 20,77 s den vierten Platz über 200 Meter und gelangte auch im Staffelbewerb mit 39,91 s auf Rang vier.
In den Jahren 2024 und 2025 wurde Ciampitti argentinischer Meister im 200-Meter-Lauf.

## Persönliche Bestzeiten
- 100 Meter: 10,33 s (+0,7 m/s), 15. Februar 2025 in Buenos Aires
- 200 Meter: 20,48 s (−0,1 m/s), 12. Mai 2024 in Cuiabá
- 400 Meter: 47,87 s, 10. April 2024 in Mar del Plata